# Trigonella
Trigonella ist eine Pflanzengattung in der Unterfamilie der Schmetterlingsblütler (Faboideae) innerhalb der Familie der Hülsenfrüchtler (Fabaceae). Am bekanntesten sind die beiden Arten Bockshornklee (Trigonella foenum-graecum) und Schabzigerklee (Trigonella caerulea).

## Beschreibung

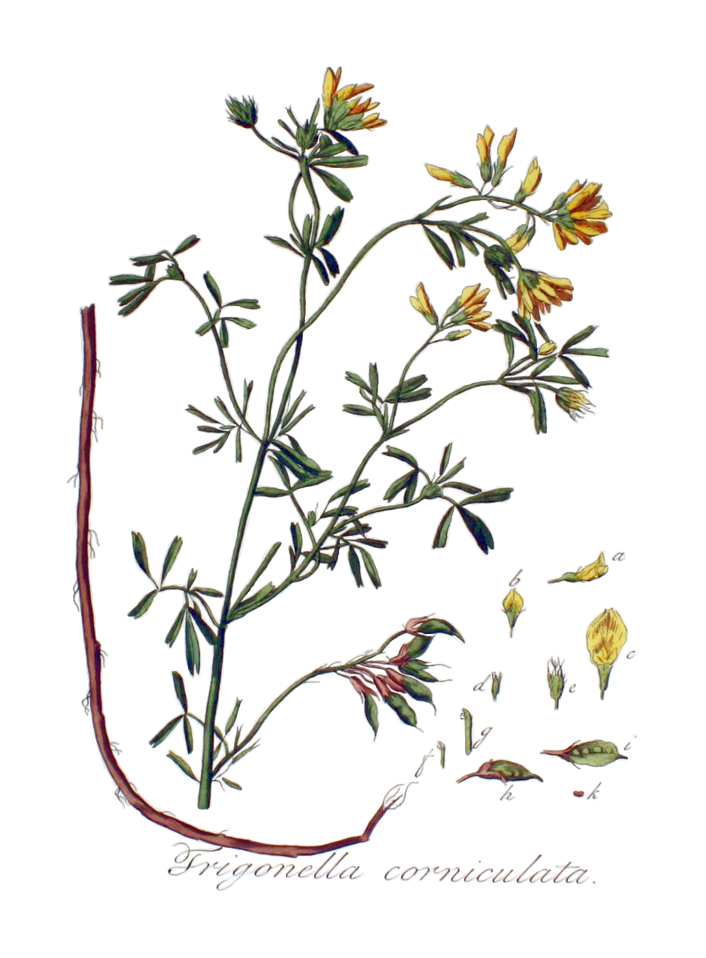
Illustration aus Flora Batava. Volume 3, 1814 von Trigonella balansae

### Erscheinungsbild und Blätter
Bei Trigonella-Arten handelt es sich um einjährige oder ausdauernde krautige Pflanzen. Die meist gut verzweigten Stängel sind aufrecht bis niederliegend.
Die wechselständig und spiralig am Stängel verteilt angeordneten Laubblätter sind in Blattstiel und -spreite gegliedert. Die Blattspreiten sind meist dreiteilig. Sie besitzen gezähnte bis gesägte Teilblättchen, wobei das mittlere meist größer ist als die seitlichen. Die Seitennerven laufen in die Blattzähnchen aus. Die zwei Nebenblätter sind mit den Blattstielen verwachsen.

### Blütenstände und Blüten
Die Blütenstandsschäfte verlängern sich meist bis zur Fruchtreife. Die Blüten stehen einzeln in den Blattachseln oder in seitenständigen, kurzen traubigen oder rispigen, kopfigen Blütenständen. Die Tragblätter sind winzig und Deckblätter fehlen. Die kurzen, meist kürzer als 5 Millimeter, Blütenstiele verdicken sich bis zur Fruchtreife.
Die zwittrigen Blüten sind zygomorph und fünfzählig mit doppelter Blütenhülle. Die fünf ungleichen Kelchblätter sind verwachsen mit fünf mehr oder weniger ungleichen Kelchzähnen. Die fünf weißen bis gelben, oder purpurfarbenen bis blauen Kronblätter stehen in der typischen Form der Schmetterlingsblüte zusammen. Die verkehrt-eiförmige bis längliche Fahne ist manchmal breit genagelt. Die beiden Flügel sind elliptisch. Das Schiffchen ist stumpf und kürzer als die Flügel. Es sind zehn Staubblätter vorhanden. Alle Staubfäden sind röhrig verwachsen. Das einzelne Fruchtblatt enthält viele Samenanlagen. Der Griffel ist kahl.

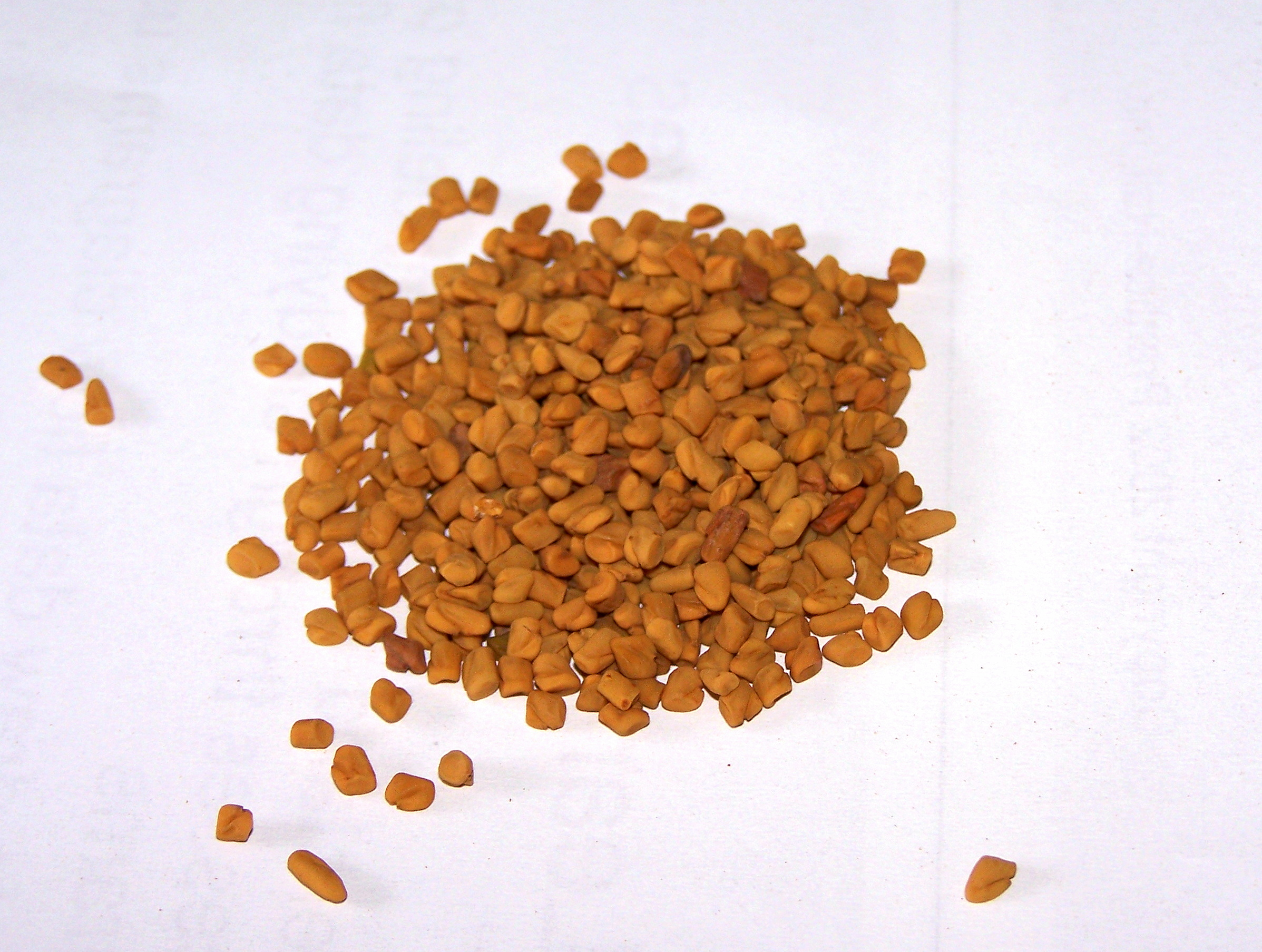
Samen des Bockshornklees (Trigonella foenum-graecum)

### Früchte und Samen
Die lineale bis längliche, gerade, sichel- oder bogenförmige Hülsenfrucht mit einer netzartigen Oberfläche ist an beiden Enden zugespitzt und enthält einen bis viele Samen. Die Samen sind warzig oder gepunktet. Archäobotanisch ist es schwierig, zwischen den verkohlten Samen von Medicago, Melilotus, Trifolium und Trigonella zu unterscheiden, eine Unterscheidung der Trigonella-Arten wurde bisher nicht versucht, was unsere Kenntnisse über die Kulturgeschichte dieser Pflanzen sehr einschränkt.

## Ökologie
Die Bestäubung erfolgt durch Insekten (Entomophilie). Die Verbreitungseinheit (Diaspore) ist je nach Art der Same oder die Frucht.

## Systematik und Verbreitung
Der Gattungsname Trigonella wurde 1753 durch Carl von Linné in Species Plantarum, Tomus II, S. 776–778 erstveröffentlicht. Typusart ist Trigonella foenum-graecum L. Synonyme für Trigonella L. sind: Folliculigera Pasq., Melilotoides Heist. ex Fabr., Melisitus Medik., Melissitus Medik. orth. var., Pocockia Ser. ex DC. Der botanische Gattungsname Trigonella ist aus den griechischen Wörtern tri für drei und gonia für „Ecke Winkel“ abgeleitet und soll sich darauf beziehen, dass die Blüte aufgrund ihres Baues dreiblättrig aussieht.
Die Gattung Trigonella gehört zur Tribus Trifolieae in der Unterfamilie der Faboideae innerhalb der Familie der Fabaceae.
Die Gattung Trigonella ist Mittelmeerraum, Afrika, Eurasien und Ozeanien verbreitet.
Es gibt 55 bis 70 Trigonella-Arten:

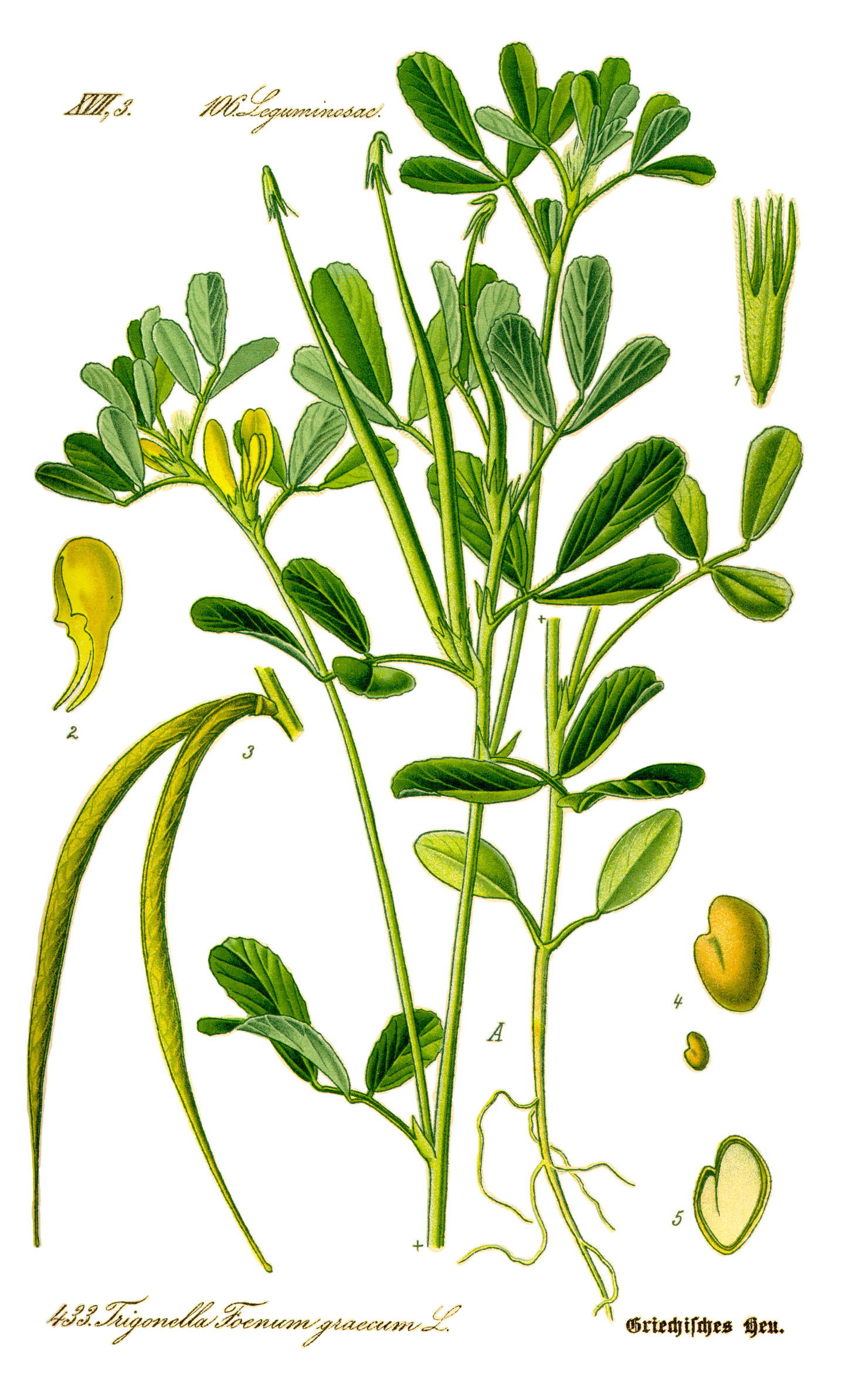
Illustration vom Bockshornklee (Trigonella foenum-graecum)

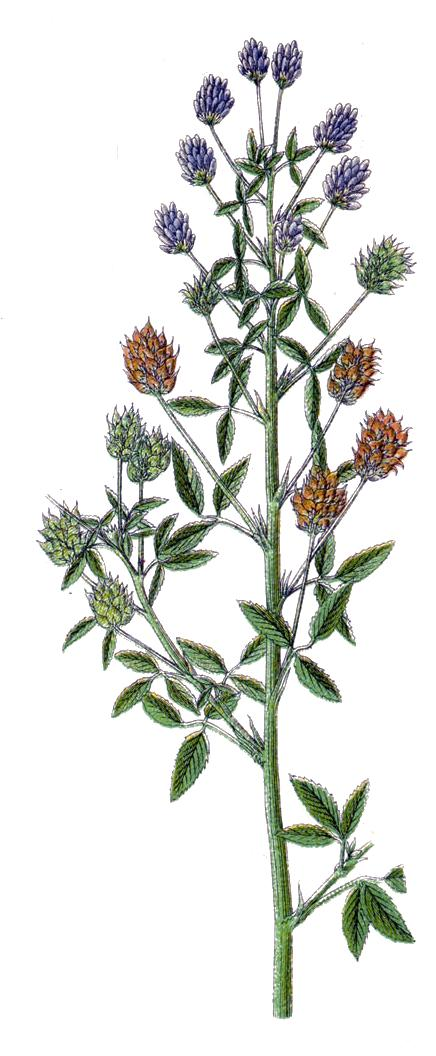
Illustration vom Niederliegenden Schabzigerklee (Trigonella procumbens)

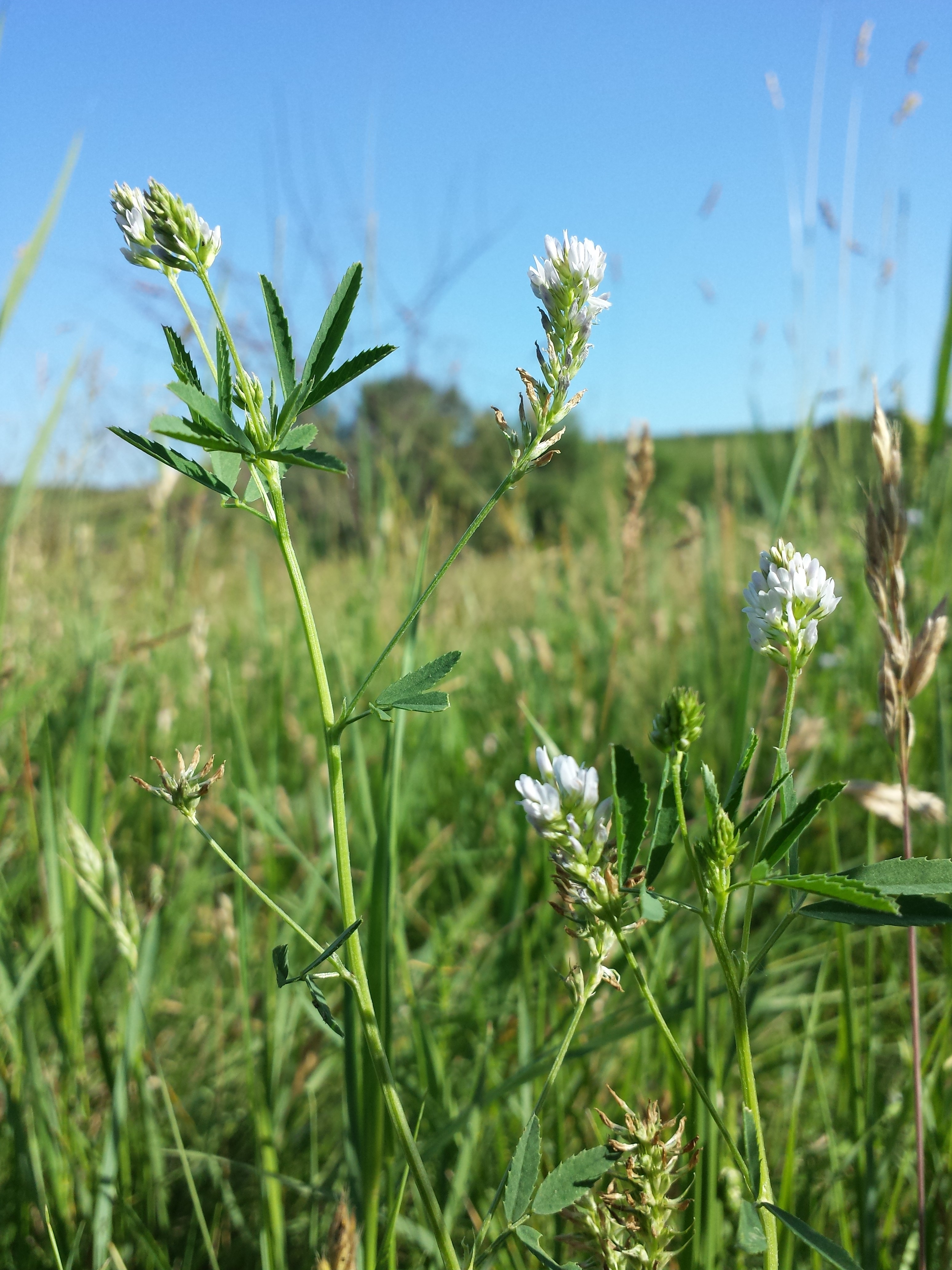
Stängel und Blütenstände vom Niederliegenden Schabzigerklee (Trigonella procumbens)

- Trigonella adscendens (Nevski) Afan. & Gontsch.: Sie ist von Afghanistan bis Zentralasien verbreitet.[5]
- Trigonella afghanica Vassilcz.: Sie kommt nur in Afghanistan vor.[5]
- Trigonella anguina Delile: Sie ist in Nordafrika, Vorderasien, Westasien und auf der Arabischen Halbinsel verbreitet.[5]
- Trigonella aphanoneura Rech. f.: Sie kommt nur im Iran vor.[5]
- Trigonella arabica Delile: Sie kommt in Ägypten, auf der Sinaihalbinsel und von Israel bis Syrien vor.[5]
- Trigonella aristata (Vassilcz.) Sojak: Sie ist in Zentralasien verbreitet.[5]
- Trigonella astroides Fisch. & C.A.Mey.: Sie kommt in Aserbaidschan, Armenien und Turkmenistan vor.[5]
- Trigonella badachschanica Afan.: Sie kommt in Afghanistan und Tadschikistan vor.[5]
- Trigonella balachowskyi Leredde: Sie kommt nur in Algerien vor.[5]
- Trigonella berythea Boiss. & C.I.Blanche: Sie kommt nur in Ägypten vor.[5]
- Trigonella bicolor (Boiss. & Balansa) Lassen: Sie kommt in der Türkei vor.[5]
- Trigonella cachemiriana Cambess.: Sie kommt in Pakistan, Indien und in China vor.[5]
- Trigonella caelesyriaca Boiss.: Sie kommt von der Türkei bis Israel, im Irak und Iran vor.[5]
- Schabzigerklee, Brotklee (Trigonella caerulea (L.) Ser., Syn.: Melilotus coerulea (L.) Desr., Melilotus coeruleus (L.) Desr., Trifolium caerulea L., Trifolium caeruleum L., Trigonella coerulea (Desr.) Ser., Trigonella melilotus-coerulea (L.) Asch. & Graebn., Trigonella melilotus-coeruleus (L.) Asch. & Graebn.): Er ist auf der Nordhalbkugel in Eurasien und Nordamerika weitverbreitet.[5]
- Trigonella calliceras Fisch.: Sie ist in Russland, Georgien, Aserbaidschan, Armenien, dem Iran und Turkmenistan verbreitet.[5]
- Trigonella capitata Boiss.: Sie kommt in der Türkei, Armenien, Aserbaidschan und im Iran vor.[5]
- Trigonella cariensis Boiss.: Sie kommt in Griechenland, auf Inseln in der Ägäis, auf Zypern und in der Türkei vor.[5]
- Trigonella cedretorum Vassilcz.: Sie kommt nur in Afghanistan vor.[5]
- Trigonella coerulescens (M.Bieb.) Halácsy: Sie ist von Ost- sowie Südosteuropa, über Vorderasien, bis Libyen sowie zum Iran und Turkmenistan verbreitet.[5]
- Trigonella corniculata (L.) L.: Es gibt seit 2011 drei Unterarten:[6]
  - Balansas Bockshornklee (Trigonella corniculata subsp. balansae (Boiss. & Reut.) Lassen, Syn.: Trigonella balansae Boiss. & Reut.): Diese Neukombination erfolgte 2011.[6] Die Unterart kommt im südlichen Griechenland, auf Kreta, Zypern und in der Türkei vor.[4]
  - Trigonella corniculata subsp. rechingeri (Širj.) Lassen, Syn.: Trigonella rechingeri Širj.: Diese Neukombination erfolgte 2011.[6] Die Unterart kommt in Griechenland, auf Kreta und auf Inseln in der Ägäis vor.[5]
- Trigonella cretica (L.) Boiss. (Syn.: Melilotus creticus (L.) Desr.; Trifolium creticum L.): Sie kommt in der Türkei und in der Ägäis vor.[5]
- Trigonella cylindracea Desv.: Die Heimat ist Saudi-Arabien, Israel, Syrien und der Iran.[5]
- Trigonella dasycarpa (Ser.) Vassilcz.: Sie kommt in Kasachstan, Usbekistan, Turkmenistan und Tadschikistan vor.[5]
- Trigonella edelbergii (Širj. & Rech. f.) Rech. f.: Sie kommt nur in Afghanistan vor.[5]
- Trigonella elliptica Boiss.: Die Heimat ist der Irak, der Iran und Afghanistan.[5]
- Trigonella emodi Benth.: Sie kommt von Afghanistan, Pakistan, Indien, Nepal und Bhutan bis China vor.[5]
- Trigonella esculenta Willd. (Syn.: Trigonella corniculata auct.): Die Heimat ist Südeuropa, die Ägäis, Türkei und Algerien.[5]
- Trigonella falcata Balf.f.: Dieser Endemit kommt nur auf Sokotra vor.[5]
- Trigonella filipes Boiss.: Sie kommt in der Türkei und Syrien bis Israel, dem Irak und dem Iran vor.[5]
- Trigonella fimbriata Benth.: Sie kommt in Pakistan, Indien, Nepal und China vor.[5]
- Bockshornklee (Trigonella foenum-graecum L., Syn.: Trigonella tibetana (Alef.) Vassilcz.): Die Heimat ist Afghanistan, Irak, Iran und die Arabische Halbinsel; er ist in vielen Ländern in Afrika, Asien, Australien und Nordamerika bis zu den Fidschi-Inseln ein Neophyt.[5]
- Trigonella freitagii Vassilcz.: Sie kommt nur in Afghanistan vor.[5]
- Trigonella geminiflora Bunge: Sie kommt von Kasachstan und Pakistan, Usbekistan, Tadschikistan, Turkmenistan und Kirgisistan bis in die Mongolei vor.[5]
- Trigonella gharuensis Rech. f.: Die Heimat ist Pakistan und Afghanistan.[5]
- Trigonella glabra Thunb.: Die Heimat ist Ägypten, der Sudan, die Sinaihalbinsel und Israel bis Syrien. Darüber hinaus kommt sie auch verschleppt vor.[5]
- Trigonella gladiata M.Bieb.: Sie ist von Süd- sowie Südosteuropa bis Nordafrika, in die Türkei, Armenien, Georgien, Russland und Aserbaidschan verbreitet.[5]
- Trigonella gontscharovii Vassilcz.: Sie kommt nur in  Tadschikistan vor.[5]
- Trigonella gracilis Benth.: Die Heimat ist Afghanistan, Pakistan, Indien und Nepal.[5]
- Trigonella graeca (Boiss. & Spruner) Boiss. (Syn.: Melilotus graecus (Boiss. & Spruner) Lassen): Die Heimat ist Griechenland und Kreta.[5]
- Trigonella grandiflora Bunge: Sie ist in Russland, in Afghanistan, dem Iran, Kasachstan, Kirgisistan, Tadschikistan, Turkmenistan und Usbekistan verbreitet.[5]
- Trigonella griffithii Boiss.: Die Heimat ist Kirgisistan, Tadschikistan und Usbekistan.[5]
- Trigonella heratensis Rech. f.: Sie kommt nur in Afghanistan vor.[5]
- Trigonella ionantha Rech. f.: Sie kommt nur in Afghanistan vor.[5]
- Trigonella iskanderi Vassilcz.: Sie kommt nur in Tadschikistan vor.[5]
- Trigonella kafirniganica Vassilcz.: Die Heimat ist Afghanistan und Tadschikistan.[5]
- Trigonella koeiei Širj. & Rech. f.: Sie kommt nur in Afghanistan vor.[5]
- Trigonella korovinii Vassilcz.: Sie kommt nur in Turkmenistan vor.[5]
- Trigonella kotschyi Benth.: Sie kommt in der Türkei und im Iran vor.[5]
- Trigonella laciniata L.: Sie kommt in Ägypten, auf der Sinaihalbinsel, in Libyen, Saudi-Arabien, dem Sudan und Sambia vor und wurde in Algerien eingeschleppt.[5]
- Trigonella latialata (Bornm.) Vassilcz.: Sie kommt nur im Iran vor.[5]
- Trigonella laxiflora Aitch. & Baker: Die Heimat ist Afghanistan und Turkmenistan.[5]
- Trigonella laxissima Vassilcz.: Sie kommt nur in Afghanistan vor.[5]
- Trigonella lilacina Boiss.: Sie kommt von Israel bis Syrien vor und wurde auch nach Sizilien eingeschleppt.[5]
- Trigonella linczevskii Vassilcz.: Sie kommt nur in Tadschikistan vor.[5]
- Trigonella lipskyi Širj.: Die Heimat ist Afghanistan, Tadschikistan und Usbekistan.[5]
- Trigonella lunata Boiss.: Die Heimat ist die Türkei, Syrien, Armenien, Aserbaidschan und dem Iran.[5]
- Trigonella macroglochin Durieu: Die Heimat ist die Türkei, Syrien, der Irak und der Iran.[5]
- Trigonella marco-poloi Vassilcz.: Sie kommt nur in Afghanistan vor.[5]
- Trigonella maritima Poir.: Sie kommt in Italien, Sardinien, Sizilien, Malta, Algerien, Tunesien, Libyen, Ägypten, auf der Sinaihalbinsel und in Palästina vor.[5]
- Trigonella media Delile: Sie kommt nur in Ägypten vor.[5]
- Trigonella obcordata Benth.: Die Heimat ist Indien und Pakistan.[5]
- Trigonella occulta Ser.: Die Heimat ist Indien, Pakistan, Ägypten und der Sudan.[5]
- Trigonella pamirica Boriss.: Sie kommt in Afghanistan, Kasachstan, Kirgisistan, Tadschikistan und Usbekistan vor.[5]
- Trigonella podlechii Vassilcz.: Sie kommt nur in Afghanistan vor.[5]
- Trigonella podperae (Širj.) Vassilcz.: Die Heimat ist Indien und Pakistan.[5]
- Trigonella popovii Korovin (wird auch von manchen Autoren als Medicago popovii (Korovin) Širj. zu Medicago gestellt): Sie kommt in Kasachstan, Kirgisistan, Tadschikistan, Turkmenistan und Usbekistan vor.[5]
- Niederliegender Schabzigerklee, Liegender Bockshornklee (Trigonella procumbens (Besser) Rchb., Syn.: Melilotus procumbens Besser, Trigonella besserana Ser., Trigonella besseriana Ser., Trigonella caerulea (L.) Ser. subsp. procumbens (Besser) Thell., Trigonella caerulea (L.) Ser. subsp. procumbens (Besser) Vassilcz.): Er kommt in Südeuropa, Südosteuropa und Mitteleuropa vor, dazu in der Türkei bis Syrien, in Russland, Aserbaidschan und Georgien vor.[5]
- Trigonella pycnotricha Rech.f.: Sie kommt nur in Afghanistan vor.[5]
- Trigonella ramosissima Meffert: Sie kommt nur in Turkmenistan vor.[5] (Art ist unklar)
- Trigonella rotundifolia (Sm.) Strid, Syn.: Trifolium  otundifolium Sm.: Diese Neukombination erfolgte 2011. Sie kommt vereinzelt in Griechenland und verbreitet in Anatolien vor.[6]
- Trigonella salangensis Vassilcz.: Sie kommt nur in Afghanistan vor.[5]
- Trigonella schischkinii Vassilcz.: Sie kommt in Russland Fernem Osten vor.[5]
- Trigonella siunica Vassilcz.: Sie kommt nur in Tadschikistan vor.[5]
- Trigonella smyrnaea Boiss.: Die Heimat ist die Türkei.[5]
- Trigonella smyrnea Boiss.: Dieser Endemit kommt nur auf der Krim vor.[5]
- Trigonella spicata Sm.: Sie kommt in Bulgarien, Griechenland, der Türkei, auf der Krim, in Russland, Armenien, Aserbaidschan, Georgien, den Irak und Iran, auf Zypern, auf Inseln in der Ägäis und von Israel bis Syrien und dem Libanon vor.[5]
- Trigonella spinosa L.: Sie kommt in der Türkei, auf Inseln der Ägäis, Kreta, Zypern und von Israel bis Syrien vor.[5]
- Trigonella teheranica (Bornm.) Grossh.: Sie kommt nur im Iran vor.[5]
- Trigonella tianschanica Vassilcz.: Die Heimat ist Kasachstan und Kirgisistan.[5]
- Trigonella turkmena Popov: Die Heimat ist Turkmenistan und der Iran.[5]
- Trigonella uncinata Banks & Sol.: Die Heimat ist die Türkei, Syrien, der Irak und der Iran.[5]
- Trigonella velutina Boiss.: Die Heimat ist Griechenland und die Türkei bis Syrien und Libanon.[5]
- Trigonella verae Širj.: Sie kommt in Afghanistan, Tadschikistan und Usbekistan vor.[5]
- Trigonella xeromorpha Rech. f.: Sie kommt nur in Afghanistan vor.[5]
- Trigonella zaprjagaevii Afan. & Gontsch.: Die Heimat ist Tadschikistan und Usbekistan.[5]

Nicht mehr zu dieser Gattung wird gerechnet:
- Französischer Bockshornklee (Trigonella monspeliaca L.) → Medicago monspeliaca (L.) Trautv.[8]

## Weiterführende Literatur
- G. Bena: Molecular phylogeny supports the morphologically based taxonomic transfer of the “medicagoid” Trigonella species to the genus Medicago L. In: Plant Syst. Evolution Volume 229, 2001, S. 217–236. doi:10.1007/s006060170012
- R. Dangi, S. Tamhankar, R. K. Choudhary: Molecular phylogenetics and systematics of Trigonella L.(Fabaceae) based on nuclear ribosomal ITS and chloroplast trnL intron sequences. In: Genetic Resour. Crop. Evolution Volume 63, 2016, S. 79–96. doi:10.1007/s10722-015-0236-4
- Jinyuan Chen, Guili Wu, Nawal Shrestha, Shuang Wu, Wei Guo, ou Yin, Ao Li, Jianquan Liu, Guangpeng Ren: Phylogeny and Species Delimitation of Chinese Medicago (Leguminosae) and its Relatives Based on Molecular and Morphological. In: Frontiers in Plant Science, Januar 2021. doi:10.3389/fpls.2020.619799 Volltext online.

- Karte mit allen verlinkten Seiten:
- OSM |
- WikiMap